# إعادة تأهيل مراوي

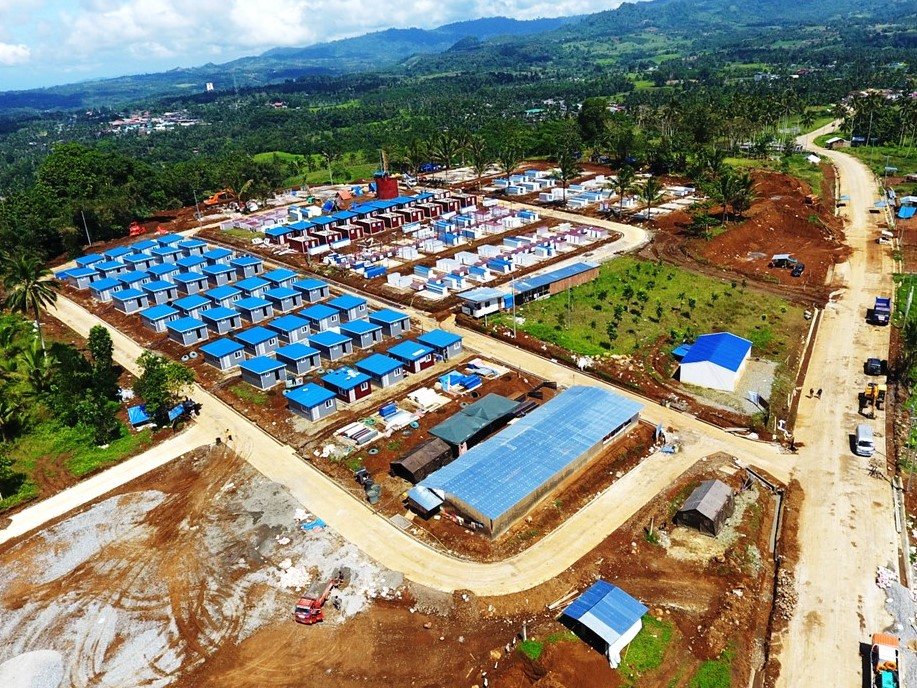
الملاجئ المؤقتة التي بنتها فرقة المهام بانغون في مراوي.

إعادة تأهيل مراوي هي عمليت إعادة بناء وتنمية بدأت في أعقاب نهاية معركة مراوي في شهر أكتوبر 2017 والتي تركت المدينة مدينة مدمرة. شهد النزاع الذي دام خمسة أشهر والذي بدأ في مايو 2017 بين قوات الحكومة الفلبينية ضد المقاتلين المنتسبين لتنظيم الدولة الإسلامية الذي يقوده إيسيلون هابيلون المعروف بـ أبو عبد الله الفلبيني أحد مقاتلي أبو سياف وعمر وعبد الله معوت من جماعة ماؤوتي أعمال عنف نتج عنها تخريب للمدينة وحملة نزوح كبيرة لسكان المدينة خلافًا لعشرات القتلى ومئات المصابين.

## التاريخ
بدأت جهود إعادة تأهيل مراوي مع استمرار معركة مراوي. أُنشئت فرقة عمل مشتركة بين الوكالات الفلبينية تسمى فرقة عمل بانغون مراوي في 28 يونيو 2017 لتيسير إعادة التأهيل بعد أن يهدأ النزاع. صرحت الحكومة الفلبينية مبدئيًا بأن الفلبين ستلغي استضافتها للألعاب الإقليمية لجنوب شرق آسيا لعام 2019 في أغسطس 2017، وذلك لأن حكومية ستوجه الأموال التي كانت تستهدفها للاستضافة إلى جهود إعادة التأهيل لمدينة مراوي. بعد شهرين من التصريح قالت الحكومة أن البلاد ستبقى على وضعها السابق في استضافة دورة الألعاب.
أعلنت وزارة الداخلية والحكومة المحلية أن جهود إعادة التأهيل قد بدأت بالفعل في 18 أكتوبر 2017. بحلول 27 أكتوبر أي بعد أيام قليلة من انتهاء الصراع، قامت القوات المسلحة الفلبينية بحل فرقة العمل المشتركة التابعة لها في مراوي، والذي كان يمثل بداية إعادة تأهيل شامل لمراوي. أنشأ الجيش قوة المهام المشتركة راناو لتحل محل فرقة العمل المنحلة لتسهيل جهود إعادة التأهيل.
بدأ الجيش الفلبيني تطهير ذخائر غير متفجرة بعد المعركة، وقام بتطهير حوالي 85٪ من الذخائر بحلول مايو 2018. حوالي 70٪ من النازحين في مدينة مراوي عادوا إلى المدينة في هذا الوقت.

## المالية

### التكلفة المتوقعة
أصدرت هيئة الاقتصاد والتنمية الوطنية تقريرًا يشير إلى أن الاستثمارات الضرورية المرتبطة بإعادة تأهيل مدينة مراوي خارج «منطقة المعارك الرئيسية» من 2018 إلى 2022 ستبلغ تكلفتها حوالي 53 مليار بيسو فلبيني. تكلفة فريق عمل بانغون مراوي لإعادة تأهيل المدينة بأكملها تتراوح بين 75 و80 مليار حتى مايو 2018.

### الميزانية
خصصت الحكومة الفلبينية ميزانية قدرها 5 مليارات بيسو في عام 2017. في عام 2018 بلغت الميزانية المخصصة 10 مليارات بيسو من الصندوق الوطني لإدارة مخاطر الكوارث و5 مليار بيسو إضافي من الاعتمادات غير المبرمجة في عام 2018، وذلك من خلال قانون الاعتمادات العامة.

### المساعدات الأجنبية
في خضم المعركة تعهدت بعض الدول والمنظمات الدولية بتقديم مساعدات لإعادة تأهيل مدينة مراوي. من جانبها قدمت الصين تبرعًا بقيمة 15 مليون بيسو، بالإضافة إلى شحن المعدات الثقيلة مثل الحفارات والجرافات والشاحنات القلابة. تبرعت الهند بمبلغ 25 مليون بيسو لإعادة تأهيل وإغاثة مراوي.
أعرب بنك التنمية الآسيوي والبنك الدولي رغبتهما في تقديم المساعدة الفنية فيما يتعلق بإعادة تأهيل مراوي.
بحلول أكتوبر 2017 تلقت الحكومة الفلبينية مساعدات لإعادة التأهيل من كندا والصين وألمانيا والهند وكوريا الجنوبية وسنغافورة وتايلاند. كما تلقت مساعدات من الوكالة الأمريكية للتنمية الدولية والآسيان. تعهدت أستراليا واليابان والولايات المتحدة والاتحاد الأوروبي وبرنامج الأمم المتحدة الإنمائي بتقديم المساعدات.